# 微众银行
深圳前海微衆銀行股份有限公司（簡稱：微衆銀行，簡稱：WeBank），由腾讯、百业源和立业等企业发起设立，于2014年12月16日正式开业，是中華人民共和國境內首家由民營企業出資建立的商業銀行，主要业务有微粒贷、微众银行APP、微车贷、微众有折、微动力等金融产品。

## 歷史沿革
- 2014年7月25日，中國銀監會批准深圳前海微衆銀行籌建[2][3]。
- 2014年12月12日，中國銀監會批准深圳前海微衆銀行開業[4]，注冊資本爲30億元人民幣。12月16日，“深圳前海微衆銀行股份有限公司”在深圳市工商局完成注冊並領取營業執照[5]。12月28日，微衆銀行官網上線。
- 2015年1月4日，中國國務院總理李克強到訪微衆銀行，見證發放了首筆貸款，首筆業務是一位貨車司機申請的小額貸款，微眾銀行給予了這位司機3.5萬元人民幣貸款[6]。
- 2015年1月18日，微衆銀行開始試營業[7]。
- 2016年9月9日，經深圳銀監局批准[8]，騰訊集團宣布微衆銀行注冊資本增至42億元，但該集團持股比例保持不變。
- 2019年10月30日，与深圳大学共同组建深圳大学微众银行金融科技学院[9]。

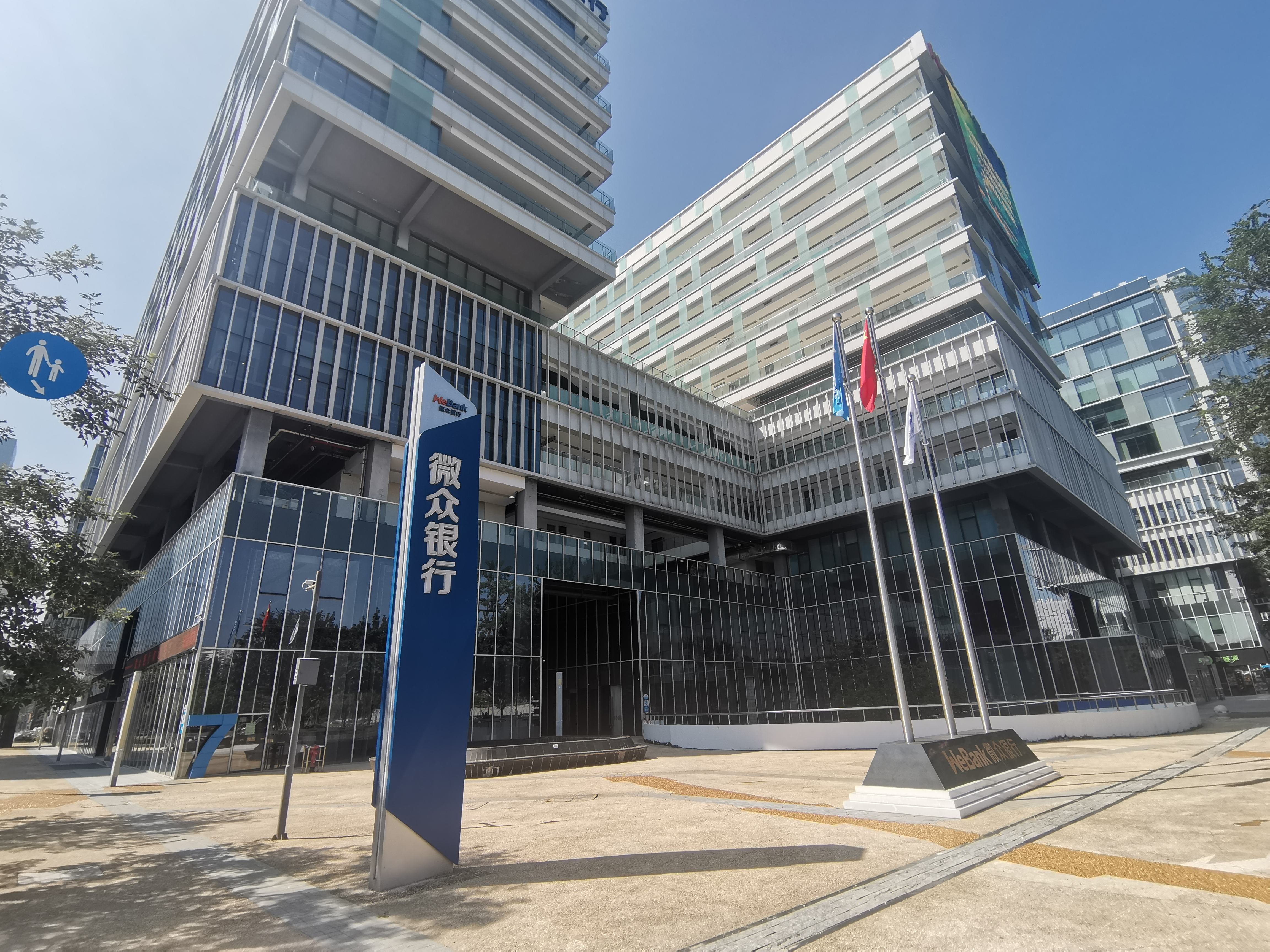
微众银行后勤办公区（原总行）

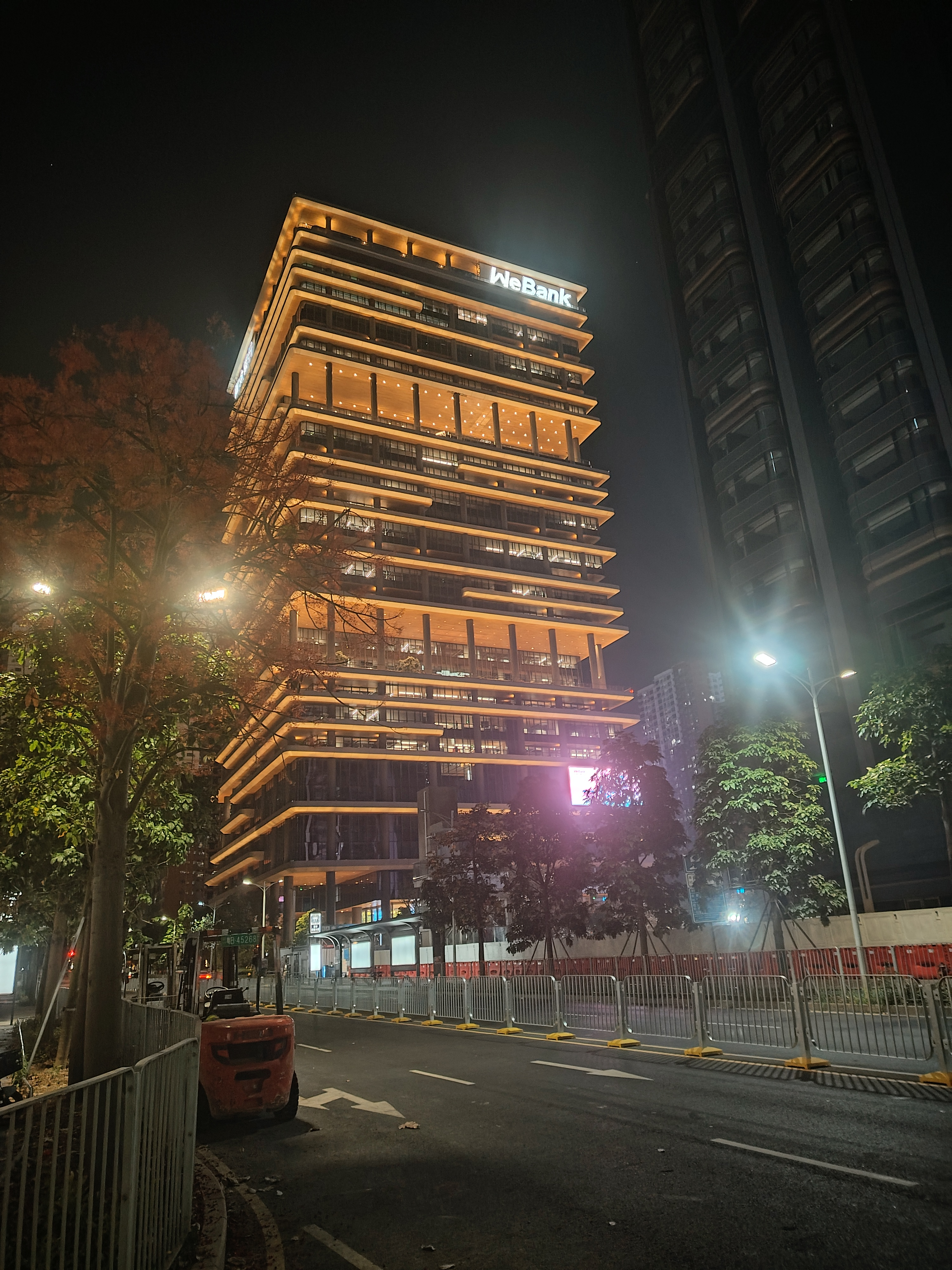
微众前海总部大楼

## 業務發展
微衆銀行是一家以互聯網為服務平台的銀行，主要服務個人消費者和小微企業，提供高效和差異化的金融服務。微眾銀行無實體營業網點或櫃台，通過人臉識別技術和大數據信用評級進行貸款發放，不需要財産擔保。

## 外部連結
- 深圳前海微衆銀行官方網站 （页面存档备份，存于）（简体中文）